# Kvalifikace na Mistrovství světa ve fotbale 2010 (UEFA) – skupina 8
V kvalifikaci na Mistrovství světa ve fotbale 2010 ve skupině 8 hrálo 6 národních týmů: Itálie, Irsko, Bulharsko, Kypr, Černá Hora, Gruzie. Přímo na Mistrovství světa ve fotbale 2010 postoupilo mužstvo Itálie, Irsko postoupilo do baráže.
| Tým        | Z  | V | R | P | GV | GI | +/- | B  |
| ---------- | -- | - | - | - | -- | -- | --- | -- |
| Itálie     | 10 | 7 | 3 | 0 | 18 | 7  | 11  | 24 |
| Irsko      | 10 | 4 | 6 | 0 | 12 | 8  | 4   | 18 |
| Bulharsko  | 10 | 3 | 5 | 2 | 17 | 13 | 4   | 14 |
| Kypr       | 10 | 2 | 3 | 5 | 14 | 16 | -2  | 9  |
| Černá Hora | 10 | 1 | 6 | 3 | 9  | 14 | -5  | 9  |
| Gruzie     | 10 | 0 | 3 | 7 | 7  | 19 | -12 | 3  |

- Itálie postoupila na Mistrovství světa ve fotbale 2010.
- Irsko se zúčastnilo baráže.

## Zápasy
| 6. září 2008 21:45 UTC+3 |        |                    |                                                                           |
| Kypr                     | 1 – 2  | Itálie             | Neo GSP Stadium, Nicosia diváci: 6,000 rozhodčí: Pieter Vink (Nizozemsko) |
| Aloneftis 28'            | Report | Di Natale 8' 90+2' | Neo GSP Stadium, Nicosia diváci: 6,000 rozhodčí: Pieter Vink (Nizozemsko) |

| 6. září 2008 18:00 UTC+2 |        |                      |                                                                                      |
| Gruzie                   | 1 – 2  | Irsko                | Stadion am Bruchweg, Mohuč, Německo1 diváci: 4,500 rozhodčí: Sandor Szabo (Maďarsko) |
| Kenija 90+2'             | Report | Doyle 13' Whelan 70' | Stadion am Bruchweg, Mohuč, Německo1 diváci: 4,500 rozhodčí: Sandor Szabo (Maďarsko) |

| 6. září 2008 20:00 UTC+2       |        |                              |                                                                         |
| Černá Hora                     | 2 – 2  | Bulharsko                    | Pod Goricom, Podgorica diváci: 9,000 rozhodčí: Oleh Oriechov (Ukrajina) |
| Vučinić 61' Jovetić 82' (pen.) | Report | S. Petrov 11' Georgiev 90+2' | Pod Goricom, Podgorica diváci: 9,000 rozhodčí: Oleh Oriechov (Ukrajina) |

| 10. září 2008 20:50 UTC+2 |        |        |                                                                           |
| Itálie                    | 2 – 0  | Gruzie | Stadio Friuli, Udine diváci: 27,164 rozhodčí: Thomas Einwaller (Rakousko) |
| De Rossi 17' 89'          | Report |        | Stadio Friuli, Udine diváci: 27,164 rozhodčí: Thomas Einwaller (Rakousko) |

| 10. září 2008 19:00 UTC+2 |        |       |                                                                        |
| Černá Hora                | 0 – 0  | Irsko | Pod Goricom, Podgorica diváci: 12,000 rozhodčí: Sten Kaldma (Estonsko) |
|                           | Report |       | Pod Goricom, Podgorica diváci: 12,000 rozhodčí: Sten Kaldma (Estonsko) |

| 11. říjen 2008 21:15 UTC+3 |        |        |                                                                                         |
| Bulharsko                  | 0 – 0  | Itálie | Vasil Levski National Stadium, Sofie diváci: 45,000 rozhodčí: Stéphane Lannoy (Francie) |
|                            | Report |        | Vasil Levski National Stadium, Sofie diváci: 45,000 rozhodčí: Stéphane Lannoy (Francie) |

| 11. říjen 2008 20:30 UTC+4 |        |                  |                                                                                 |
| Gruzie                     | 1 – 1  | Kypr             | Boris Paichadze Stadium, Tbilisi diváci: 40,000 rozhodčí: Radek Matějek (Česko) |
| Kobiašvili 73'             | Report | Konstantinou 66' | Boris Paichadze Stadium, Tbilisi diváci: 40,000 rozhodčí: Radek Matějek (Česko) |

| 15. říjen 2008 20:50 UTC+2 |        |             |                                                                          |
| Itálie                     | 2 – 1  | Černá Hora  | Via del Mare, Lecce diváci: 20,162 rozhodčí: Pedro Proença (Portugalsko) |
| Aquilani 8' 29'            | Report | Vučinić 19' | Via del Mare, Lecce diváci: 20,162 rozhodčí: Pedro Proença (Portugalsko) |

| 15. říjen 2008 19:45 UTC+1 |        |      |                                                                            |
| Irsko                      | 1 – 0  | Kypr | Croke Park, Dublin diváci: 55,833 rozhodčí: Alexandru Dan Tudor (Rumunsko) |
| Keane 5'                   | Report |      | Croke Park, Dublin diváci: 55,833 rozhodčí: Alexandru Dan Tudor (Rumunsko) |

| 15. říjen 2008 20:30 UTC+4 |        |           |                                                                                      |
| Gruzie                     | 0 – 0  | Bulharsko | Boris Paichadze Stadium, Tbilisi diváci: 35,250 rozhodčí: Bjorn Kuipers (Nizozemsko) |
|                            | Report |           | Boris Paichadze Stadium, Tbilisi diváci: 35,250 rozhodčí: Bjorn Kuipers (Nizozemsko) |

| 11. únor 2009 19:45 UTC+0 |        |            |                                                                   |
| Irsko                     | 2 – 1  | Gruzie     | Croke Park, Dublin diváci: 45,000 rozhodčí: Jouni Hyytia (Finsko) |
| Keane 73' (pen) 78'       | Report | Iašvili 1' | Croke Park, Dublin diváci: 45,000 rozhodčí: Jouni Hyytia (Finsko) |

| 28. březen 2009 20:45 UTC+1 |        |                              |                        |
| Černá Hora                  | 0 – 2  | Itálie                       | Pod Goricom, Podgorica |
|                             | Report | Pirlo 11' (pen.) Pazzini 73' | Pod Goricom, Podgorica |

| 28. březen 2009 20:00 UTC+2    |        |                       |                          |
| Kypr                           | 2 – 1  | Gruzie                | Neo GSP Stadium, Nicosia |
| Constantinou 33' Christofi 56' | Report | Kobiašvili 71' (pen.) | Neo GSP Stadium, Nicosia |

| 28. březen 2009 19:45 UTC+0 |        |                   |                    |
| Irsko                       | 1 – 1  | Bulharsko         | Croke Park, Dublin |
| Dunne 1'                    | Report | Kilbane 74' (vl.) | Croke Park, Dublin |

| 1. duben 2009 20:50 UTC+2 |        |           |                         |
| Itálie                    | 1 – 1  | Irsko     | Stadio San Nicola, Bari |
| Iaquinta 10'              | Report | Keane 86' | Stadio San Nicola, Bari |

| 1. duben 2009 18:00 UTC+3 |        |      |                                      |
| Bulharsko                 | 2 – 0  | Kypr | Vasil Levski National Stadium, Sofie |
| Popov 8' Makriev 90+4'    | Report |      | Vasil Levski National Stadium, Sofie |

| 1. duben 2009 21:00 UTC+4 |        |            |                                  |
| Gruzie                    | 0 – 0  | Černá Hora | Boris Paichadze Stadium, Tbilisi |
|                           | Report |            | Boris Paichadze Stadium, Tbilisi |

| 6. červen 2009 20:30 UTC+3          |        |                    |                                       |
| Kypr                                | 2 – 2  | Černá Hora         | Antonis Papadopoulos Stadium, Larnaca |
| Konstantinou 13' Michael 45' (pen.) | Report | Damjanović 65' 77' | Antonis Papadopoulos Stadium, Larnaca |

| 6. červen 2009 20:30 UTC+3 |        |           |                                      |
| Bulharsko                  | 1 – 1  | Irsko     | Vasil Levski National Stadium, Sofie |
| Telkiyski 29'              | Report | Dunne 24' | Vasil Levski National Stadium, Sofie |

| 5. září 2009 22:00 UTC+4 |        |                              |                                  |
| Gruzie                   | 0 – 2  | Itálie                       | Boris Paichadze Stadium, Tbilisi |
|                          | Report | Kaladze 56' (vl.), 66' (vl.) | Boris Paichadze Stadium, Tbilisi |

| 5. září 2009 21:30 UTC+3 |        |                    |                          |
| Kypr                     | 1 – 2  | Irsko              | Neo GSP Stadium, Nicosia |
| Elia 30'                 | Report | Doyle 5' Keane 83' | Neo GSP Stadium, Nicosia |

| 5. září 2009 20:30 UTC+3                                      |        |            |                                      |
| Bulharsko                                                     | 4 – 1  | Černá Hora | Vasil Levski National Stadium, Sofie |
| Kishishev 45+1' Telkiyski 49' Berbatov 83' Domovchiyski 90+1' | Report | Jovetić 9' | Vasil Levski National Stadium, Sofie |

| 9. září 2009 20:50 UTC+2 |        |           |                        |
| Itálie                   | 2 – 0  | Bulharsko | Stadio Olimpico, Turín |
| Grosso 11' Iaquinta 40'  | Report |           | Stadio Olimpico, Turín |

| 9. září 2009 20:15 UTC+2 |        |           |                        |
| Černá Hora               | 1 – 1  | Kypr      | Pod Goricom, Podgorica |
| Vučinić 57' (pen.)       | Report | Okkas 64' | Pod Goricom, Podgorica |

| 10. říjen 2009 20:00 UTC+1 |        |                              |                    |
| Irsko                      | 2 – 2  | Itálie                       | Croke Park, Dublin |
| Whelan 8' St Ledger 87'    | Report | Camoranesi 26' Gilardino 90' | Croke Park, Dublin |

| 10. říjen 2009 20:00 UTC+3                            |        |              |                          |
| Kypr                                                  | 4 – 1  | Bulharsko    | Neo GSP Stadium, Nicosia |
| Charalambides 11', 20' Konstantinou 58' Aloneftis 78' | Report | Berbatov 44' | Neo GSP Stadium, Nicosia |

| 10. říjen 2009 19:00 UTC+2 |        |                |                        |
| Černá Hora                 | 2 – 1  | Gruzie         | Pod Goricom, Podgorica |
| Batak 13' Delibašić 78'    | Report | Dvališvili 45' | Pod Goricom, Podgorica |

| 14. říjen 2009 20:00 UTC+2 |        |                          |                             |
| Itálie                     | 3 – 2  | Kypr                     | Stadio Ennio Tardini, Parma |
| Gilardino 78', 81', 90+2'  | Report | Makrides 12' Michael 48' | Stadio Ennio Tardini, Parma |

| 14. říjen 2009 19:00 UTC+1 |        |            |                    |
| Irsko                      | 0 – 0  | Černá Hora | Croke Park, Dublin |
|                            | Report |            | Croke Park, Dublin |

| 14. říjen 2009 21:00 UTC+3                           |        |                                      |                                      |
| Bulharsko                                            | 6 – 2  | Gruzie                               | Vasil Levski National Stadium, Sofie |
| Berbatov 6', 23', 35' M. Petrov 14', 44' Angelov 31' | Report | Dvališvili 34' Kobiašvili 51' (pen.) | Vasil Levski National Stadium, Sofie |

## Nejlepší střelci
| Poř. | Hráč                       | Země       | Góly |
| ---- | -------------------------- | ---------- | ---- |
| 1    | Dimitar Berbatov           | Bulharsko  | 5    |
| 1    | Robbie Keane               | Irsko      | 5    |
| 2    | Michalis Konstantinou      | Kypr       | 4    |
| 2    | Alberto Gilardino          | Itálie     | 4    |
| 3    | Levan Kobiašvili           | Gruzie     | 3    |
| 3    | Mirko Vučinić              | Černá Hora | 3    |
| 4    | Dimitar Telkiyski          | Bulharsko  | 2    |
| 4    | Martin Petrov              | Bulharsko  | 2    |
| 4    | Efstathios Aloneftis       | Kypr       | 2    |
| 4    | Constantinos Charalambides | Kypr       | 2    |
| 4    | Chrysis Michael            | Kypr       | 2    |
| 4    | Ioannis Okkas              | Kypr       | 2    |
| 4    | Vladimir Dvališvili        | Gruzie     | 2    |
| 4    | Richard Dunne              | Irsko      | 2    |
| 4    | Kevin Doyle                | Irsko      | 2    |
| 4    | Glenn Whelan               | Irsko      | 2    |
| 4    | Alberto Aquilani           | Itálie     | 2    |
| 4    | Daniele De Rossi           | Itálie     | 2    |
| 4    | Antonio Di Natale          | Itálie     | 2    |
| 4    | Vincenzo Iaquinta          | Itálie     | 2    |
| 4    | Dejan Damjanović           | Černá Hora | 2    |
| 4    | Stevan Jovetić             | Černá Hora | 2    |